# یواس‌اس پتاپسکو (ای‌اوجی-۱)
یواس‌اس پتاپسکو (ای‌اوجی-۱) (به انگلیسی: USS Patapsco (AOG-1)) یک کشتی است که طول آن ۳۱۰ فوت ۹ اینچ (۹۴٫۷۲ متر) می‌باشد. این کشتی در سال ۱۹۴۲ ساخته شد.